# NGC 454-1
NGC 454-1 (другие обозначения — ESO 151-36, AM 0112-554, PGC 4461, NGC 454 W) — неправильная галактика в созвездии Феникса. Открыта Джоном Гершелем в 1834 году.
Гравитационно взаимодействует с галактикой NGC 454-2 и в будущем объединится с ней в одну галактику. Размер галактики равен 85 тысячам световых лет, пара удалена на 170 миллионов световых лет. Окончательное слияние должно произойти через приблизительно 200 миллионов лет. В паре галактик, на небольшом отдалении от них, наблюдаются яркие области, которые являются относительно молодыми звёздными скоплениями.
Этот объект входит в число перечисленных в оригинальной редакции «Нового общего каталога».